# Iskra (pismo konspiracyjne)
Iskra – pismo konspiracyjne wydawane w Warszawie w 1944 roku przez Konfederację Narodu.

## Historia
Pierwszy numer „Iskry” ukazał się w styczniu 1944 roku. Zastąpiła ona ukazujący się wcześniej miesięcznik „Młodzież Imperium”. „Iskra” była miesięcznikiem, wydawana była w formacie A4 i miała objętość od 6 do 12 stron. Początkowo była przepisywana na maszynie, później powielana. Była ilustrowana.
Łącznie ukazało się 8 numerów, ostatni w lipcu 1944 r.
Jednym z redaktorów „Iskry” był Zbigniew Prażmo (ps. „Zbylut”), który zginął w Powstaniu Warszawskim.
Pismo było organem Terenu Młodzieży KN, nastawione było na młodego odbiorcę będącego członkiem organizacji. Zawierało artykuły dotyczące sytuacji bieżącej, spraw wewnątrzorganizacyjnych i wychowawczych. Ukazywały się w nim artykuły historyczne oraz wiersze poetów romantycznych, Asnyka, współczesne.